# Copou

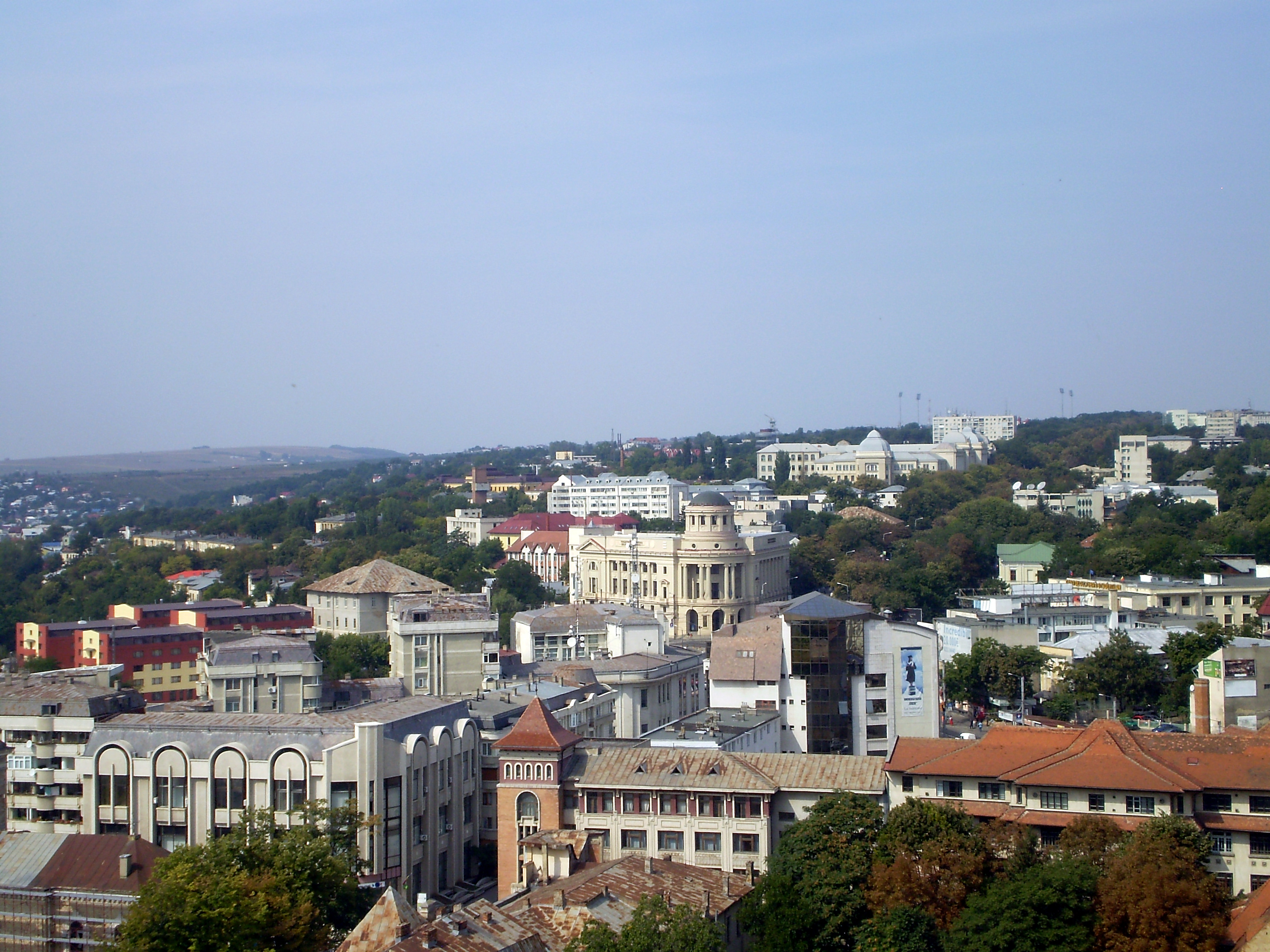
Iași, vedere spre Copou

Copou este unul dintre cele mai vechi și prestigioase cartiere din municipiul Iași, România. Situat în partea de nord a orașului, Copou este cunoscut pentru atmosfera sa boemă, clădirile istorice și parcurile sale verzi, oferind un contrast plăcut față de agitația centrului urban. Aici se află numeroase instituții culturale și educaționale de renume, inclusiv Universitatea „Alexandru Ioan Cuza”, cea mai veche universitate modernă din România. 

## Istoric
Din punct de vedere istoric, zona s-a dezvoltat urbanistic începând din secolul al XVIII-lea, în Muntenimea Iașilor, cuprinzând trei părți: Muntenimea de Jos, Muntenimea de Mijloc și Muntenimea de Sus. 
În zonă au existat mai multe cătune și sate care făceau parte din comuna Copou, fiind amintite Copou, Podgoria, și Podgoria Copou printre altele. În anii 1950 comuna Copou a fost desființată, fiind încorporată în orașul Iași.
Istoria cartierului Copou este strâns legată de dezvoltarea orașului Iași și a fost un loc preferat de elita intelectuală și culturală a orașului de-a lungul secolelor. Parcul Copou, unul dintre cele mai importante repere ale cartierului, a fost înființat în secolul al XIX-lea și a devenit rapid un loc de promenadă și relaxare pentru locuitorii orașului. De-a lungul timpului, Copou a fost martorul multor evenimente istorice și a găzduit personalități marcante ale culturii românești.

## Economie și infrastructură

### Școli
- Colegiul Tehnic „Gh. Asachi”, înființat în 1841, ca Institutul de Arte și Meșteșuguri din Iași
- Colegiul Național "Mihai Eminescu" Iași, în ianuarie 1865 ia ființă „Școala Secundară de Fete” sau „Externatul Secundar de Fete”
- Școala Primară „Carol I", 1895.
- Colegiul „Costache Negruzzi”, fondat în 1895
- Colegiul Național „Garabet Ibrăileanu”, înființat la 1 noiembrie 1899, își începe cursurile „Școala de aplicație”
- Liceul cu program sportiv, înființat în anul 1959 pe lângă Liceul „Mihai Eminescu” Iași
- Liceul Teoretic de Informatică "Grigore Moisil", înființat în 1971

## Repere notabile
În Copou se găsesc:
- Universitatea „Alexandru Ioan Cuza”
- Universitatea de Științele Vieții „Ion Ionescu de la Brad”
- Liceele Negruzzi, Eminescu, Ibrăileanu, Moisil, Sportiv și Asachi
- Campusurile studențești Titu Maiorescu, Codrescu, Târgușor-Copou și Agronomie
- Grădina Copou
- Parcul Expoziției
- Grădina Botanică
- Fostul comandament al Corpului X de armată, actualmente sediu de garnizoană
- Stadionul „Emil Alexandrescu”
- Case Memoriale: Vasile Pogor, George Topârceanu, Mihail Sadoveanu
- Biserica Sfinții 40 de Mucenici, unde a slujit povestitorul Ion Creangă
- Biserica Sfântul Nicolae-Copou, ctitorie a istoricului Nicolae Iorga
- Mănăstirea Podgoria Copou, aflată la nord de Grădina Botanică